# Campos (Carballedo)
Campos (llamada oficialmente San Romao de Campos) es una parroquia y una aldea española del municipio de Carballedo, en la provincia de Lugo, Galicia.

## Organización territorial
La parroquia está formada por seis entidades de población:

### Entidades de población
Entidades de población que forman parte de la parroquia:
- Campos
- Montouto
- San Romau (San Romao)
- Turza

### Despoblado
Despoblados que forman parte de la parroquia:
- Conchouso (O Conchouso)
- Senín

## Demografía

### Parroquia
| Gráfica de evolución demográfica de Campos (parroquia) entre 2000 y 2019 |
|                                                                          |
| Datos según el nomenclátor publicado por el INE.                         |

### Aldea
| Gráfica de evolución demográfica de Campos (aldea) entre 2000 y 2019 |
|                                                                      |
| Datos según el nomenclátor publicado por el INE.                     |